# Solenopsis celata
Solenopsis celata é uma espécie de formiga do gênero Solenopsis, pertencente à subfamília Myrmicinae.